# Operace Medacká kapsa
Operace Medacká kapsa (srbochorvatsky Operacija Medački džep, Операција Медачки џеп, anglicky Operation Medak Pocket), oficiálně nazývaná Chorvaty Operace Kapsa-93 (Operacija Džep-93) byla vojenská operace provedená chorvatskou armádou mezi 9. a 17. zářím 1993, v níž byl chorvatskými silami napaden výběžek dosahující jižního předměstí Gospiće v jiho-centrální oblasti Lika v Chorvatsku, tehdy pod kontrolou samozvané Republiky Srbská Krajina. Kapsa dostala jméno po vesnici Medak.
Chorvatská ofenzíva dočasně uspěla ve vyhnání rebelských srbských sil z kapsy po několika dnech bojů. Operace však skončila kontroverzí kvůli konfrontaci mezi chorvatskou armádou a mírovými silami Organizace spojených národů, stejně jako obvinění z vážných chorvatských válečných zločinů proti místním srbským civilistům (proto je tato operace známá také jako Medacký masakr). Přestože výsledek bitvy proti Srbům byl pro Chorvaty taktickým vítězstvím, stal se pro chorvatskou vládu vážnou politickou odpovědností a mezinárodní politický tlak si vynutil ústup na předchozí linie příměří. Oblast byla nakonec zabezpečena jednotkami OSN.
Podle zdrojů OSN a Kanady si personál UNPROFOR a chorvatští vojáci vyměnili silnou palbu, což nakonec vyústilo v to, že kanadští vojáci chorvatský útok zahnali. V Kanadě byla bitva považována za jednu z nejtěžších bitev vybojovaných kanadskými silami od korejské války. Zatímco Chorvati ji dlouho zapírali nebo prezentovali jako nepodstatné a bezvýznamné vojenské střetnutí či dokonce se snažili tvrdit, že Kanaďané válčili proti Srbům.

## Pozadí
V březnu 1991 napětí mezi Chorvaty a Srby vygradovalo do chorvatské války za nezávislost. Po referendu o nezávislosti, které chorvatští Srbové z velké části bojkotovali, chorvatský parlament oficiálně přijal nezávislost 25. června. Republika Srbská Krajina (RSK) prohlásila svůj záměr odtrhnout se od Chorvatska a připojit se k Srbsku, zatímco chorvatská vláda to prohlásila za povstání. Mezi srpnem 1991 a únorem 1992 zahájila RSK kampaň etnických čistek s cílem vyhnat chorvatské a nesrbské obyvatelstvo z území ovládaného RSK a nakonec podle Human Rights Watch vyhostila až 250 000 lidí.
Velká část vnitrozemí regionu Lika v jižním Chorvatsku byla během roku 1991 dobyta silami RSK a Srby ovládané Jugoslávské lidové armády (JNA). V Sarajevské dohodě z ledna 1992 bylo dohodnuto příměří a byly instalovány mírové síly OSN UNPROFOR, aby hlídaly linie příměří a jednaly jako vyjednavači, humanitární pracovníci a vojáci v boji.
Navzdory tomu mezi oběma stranami nadále docházelo k sporadickému ostřelování a dělostřelecké palbě. Gospić, který byl blízko předních linií, byl opakovaně vystaven střelbě z pozic sil RSK (SVK). Město mělo velký význam při zajišťování komunikačních linek mezi Záhřebem, Dalmácií a Rijekou. Velká část ostřelování se odehrála z Medacké kapsy kontrolované Srby, oblasti vyvýšeného místa poblíž Medaku v Chorvatsku přibližně čtyři až pět kilometrů široké a pět až šest kilometrů dlouhé, která se skládala z lokalit Divoselo, Čitluk a části Počitelje a četných malých osad. Kapsa byla především venkovská oblast s kombinací lesa a otevřených polí. Před útokem byla poměrně málo obydlena, v oblasti pobývalo asi 400 srbských civilistů a držely ho jednotky SVK 15. sboru Lika.
Kapsa sousedila se sektorem Jih, jednou ze čtyř chráněných oblastí OSN (UNPA) v Chorvatsku. Ve skutečnosti to nebylo v UNPA, ale ležela těsně venku v takzvané „růžové zóně“ – území držené RSK mimo UNPA, hlídané mírovými jednotkami UNPROFOR. Před ofenzívou v medacké kapse podnikly chorvatské vládní síly několik relativně malých útoků, aby znovu dobyly území ovládané srbskými povstalci v „růžových zónách“ na náhorní plošině Miljevci v červnu 1992 a v oblasti Maslenického mostu v severní Dalmácii v lednu 1993 – operace Maslenica. Tvrdí se, že načasování útoků Maslenica a Medak bylo dluženo politickým imperativům chorvatského prezidenta Franjo Tuđmana, který čelil politickým potížím po zásahu Chorvatska do války v Bosně.
Během návštěvy chorvatského náčelníka generálního štábu Janka Bobetka v oblasti Gospiće, on a jeho tým dospěli k závěru, že situace v této oblasti fronty je neuspokojivá. Zvláště kritické to bylo na hoře Velebit, kterou drželi příslušníci speciální policie chorvatského ministerstva vnitra. V případě, že by došlo k překročení těchto pozic, město Gospić by se stalo částečně obklíčeným. Chorvatské linie byly také obtěžovány neustálými průniky menších průzkumných a sabotážních skupin, které operovaly za nepřátelskými liniemi. 4. září jedna taková skupina zaútočila na chorvatské pozice na Velebitu, což mělo za následek smrt dvou chorvatských policistů.
Generál Markač poté vydal rozkaz k vytvoření plánu, který by zabránil dalším průnikům na území držené speciální policií. Když se Bobetko o tomto plánu dozvěděl, navrhl jej zakomponovat do plánu činnosti chorvatské armády. Od začátku září také zesílila intenzita dělostřeleckých útoků na širší oblast Gospiće. Bobetko se proto rozhodl provést malou taktickou operaci, jejímž úkolem byla částečná neutralizace srbských dělostřeleckých pozic v okolí města Gospić, zničení nepřátelské základny průzkumných a sabotážních skupin v Divoselu a zkrácení délky chorvatské frontové linie.

## Útok

### 9.–14. září
Do chorvatské ofenzívy bylo zapojeno asi 2 500 vojáků chorvatské armády z operační zóny Gospić. Útok začal přípravnou palbou 9. gardových dělostřeleckých baterií přibližně v 06:10 9. září 1993. Útok byl koncipován jako manévr dvojitého obklíčení, při kterém tanky a pěchota 9. gardové brigády chorvatské armády startující z gospićského předměstí Bilaj poskytly jeden nápor útoku, zatímco speciální komanda chorvatského ministerstva vnitra zajišťovala druhý výpad z hory Velebit. Tyto jednotky dříve držely důležité chorvatské pozice na hoře Velebit. Všechny tyto síly podporovala také 111. brigáda chorvatské armády, domobranecký pluk Gospić a domobranecký pluk Lovinac. Tyto dvě posílené bojové skupiny se úspěšně spojily téhož dne ve 14:00 hodin ve vesnici Rajičevci, čímž obklíčily jeden prapor srbské milice a řadu srbských civilistů v medacké kapse. Poté následovaly vyčišťovací operace. Po dvou dnech bojů chorvatské síly ovládly Divoselo, Čitluk a část Počitelje. Výběžek byl sevřen novou frontovou linií probíhající těsně před vesnicí Medak.
V souladu s jejich obrannou strategií nazvanou „Strategie skutečného ohrožení“, která si představovala odstrašení jakéhokoli chorvatského útoku na samozvanou Republiku Srbská Krajina bombardováním chorvatských měst v rámci odplaty, srbské síly začaly používat dělostřelectvo dlouhého doletu (včetně balistických střel FROG-7 a M-87 Orkan) k bombardování Karlovace, záhřebského předměstí Lučko, Samoboru a Jastrebarska 10. září. Tyto nevybíravé útoky si vyžádaly desítky mrtvých a zraněných civilistů s rozsáhlými škodami na domech a majetku. Jen při dělostřeleckém útoku na centrum města Karlovac bylo zabito sedm civilistů a 23 zraněno. 9. září srbské síly ostřelovaly a poškodily ropnou rafinérii v Sisaku. Ve dnech 13. a 14. září MiGy-21 chorvatského letectva úspěšně zničily některé z krajinských dělostřeleckých a raketových baterií v Banovině a Kordunu, ale jedno z letadel bylo sestřeleno systémem SA-6 u Gvozdu. a jeho pilot Miroslav Peris přišel o život.
Armáda Republiky srbská Krajina zahájila pozemní protiútoky, které znovu dobyly část dobytého území. Hrozilo také, že zaútočí na 20 nebo 30 dalších cílů po celém Chorvatsku, pokud nebude dobyté území vráceno. Obě strany si 12.–13. září vyměnily silnou dělostřeleckou palbu během, přičemž OSN zaznamenala v oblasti Gospić-Medak přes 6 000 detonací.
Podle bývalého plukovníka SVK Milislava Sekuliće byla jedním z důvodů úspěchu chorvatské ofenzívy na medackou kapsu špatná bojová připravenost srbských krajinských sil v této oblasti. Je pozoruhodné, že měsíc předtím si „Občané a bojovníci Divosela“ stěžovali svému velícímu důstojníkovi, že obrana vesnice se v podstatě skládá ze 30 lidí, z nichž nejmladšímu bylo 15 let a nejstaršímu 72. Zároveň někteří z jejich mužů z frontové linie dezertovali, aby se zapojili do pašování a dalších kriminálních aktivit v okolí Kninu.

### 15.–17. září

#### Příměří
Ofenzíva vyvolala silnou mezinárodní kritiku a chorvatská vláda, která čelila politickému a vojenskému tlaku doma i ze zahraničí, souhlasila s příměřím. Generálmajor Petar Stipetić připomněl, že ho 15. září povolal do Záhřebu náčelník štábu Janko Bobetko, kde se s ním a čtyřmi dalšími důstojníky OSN setkal. Bobetko mu předal dohodu o příměří a poté, co se Stipetić na stránku dokumentu podepsal, Bobetko řekl, že on sám by tuto dohodu nikdy nepodepsal, což Stipetiće rozlítilo. Stipetić také řekl, že rozkaz k ústupu vyvolal mezi chorvatskými vojáky mnoho hněvu, ačkoli nic menšího nečekal. Někteří velitelé ho podle něj varovali, aby do jejich sektoru nechodil, protože ho jejich muži za podepsání příměří chtějí zabít. Když dorazil do Gospiće, setkal se s generálem Ademim, který ho požádal, aby se od UNPROFOR pokusil získat nějaký čas, protože v té chvíli nebyla dokončena sanitace bojiště, a proto mu UNPROFOR dal tři dny na vyřešení bojiště. 15. září podepsali za srbskou stranu generál Mile Novaković a za chorvatskou stranu generálmajor Petar Stipetić dohodu o příměří. Dohoda vyžadovala, aby se chorvatské síly stáhly na „startovní čáry“ z 9. září a aby se srbské síly stáhly z kapsy a zůstaly staženy i poté. Stažení Chorvatska bylo naplánováno na 15. září 12:00.
Za účelem dohledu nad stažením a ochrany místních civilistů vyslal UNPROFOR 875 vojáků kanadské bojové skupiny lehké pěchoty princezny Patricie 2 (Princess Patricia's Canadian Light Infantry, 2PPCLI BG), jejíž střelecké roty sestávaly z 50 % až 80 % z armádních záloh, aby se přesunuly do kapsy v doprovodu dvou mechanizovaných jednotek francouzské armády. Síly OSN, pod velením podplukovníka Jamese Calvina, byly instruovány, aby se vmístily mezi srbské a chorvatské síly.

#### Kanadský nárazník
„Operace Harmony“ byl název pro kanadskou účast v UNPROFOR. Počáteční kanadský kontingent, který byl nasazen v březnu a dubnu 1992, pocházel především ze 4. kanadské mechanizované brigádní skupiny se sídlem v Lahru v Německu. Byl založen na jednotkách Royal 22e Regiment spolu s oddíly z Royal Canadian Regiment a 4 Combat Engineer Regiment. Kanaďané patřili k nejlépe vycvičeným vojákům, které měl UNPROFOR k dispozici, což z nich činilo přirozenou volbu pro tento nebezpečný úkol. Byly vybaveny obrněnými transportéry M113 a směsí kulometů M2 ráže .50, středních kulometů C6, útočných pušek C7, lehkých kulometů C9 a 84 mm pancéřovek Carl Gustav. Přiřazená Heavy Weapons Support Company disponovala 81mm minomety a speciálně vybaveným transportéry vyzbrojené protitankovými řízenými střelami.
Chorvatské síly a další zapojení do mise v medacké kapse ztratili důvěru ve schopnosti OSN kvůli neúspěšným útokům na síly v dělící zóně mezi silami krajinských Srbů. Začátkem roku zahájily chorvatské jednotky útok s cílem zmocnit se přehrady a rezervoiru Perućského jezera. Přehrada byla vážně poškozena 28. ledna 1993 po operaci Maslenica v 10:48, kdy byla vyhozena do vzduchu silami RSK v úmyslu ji zničit. Bylo použito 30 tun výbušniny, která způsobila těžké škody, ale snaha o demolici přehrady nakonec selhala. Chorvatským obcím v údolí řeky Cetiny přesto hrozilo velké nebezpečí zatopení vodou z nádrže. Akce majora Marka Nicholase Graye z Royal Marines zabránila úplnému zhroucení přehrady, protože před explozí otevřel přepadový kanál a snížil hladinu vody v přehradě o 4 metry. Následně chorvatské síly zasáhly a přehradu a okolí dobyly. V důsledku toho OSN potřebovala sílu v sektoru Jih, aby znovu vybudovala svou důvěryhodnost v očích mnoha lidí na celém světě. Se svou „tvrdou, ale spravedlivou“ pověstí byla 2PPCLI poslána ze severu od Záhřebu do oblasti Krajiny v jižním Chorvatsku, nedaleko Dalmatského pobřeží.
Podle kanadských zdrojů se chorvatské síly pod záminkou, že nedostaly povolení od Záhřebu, rozhodly zaútočit na kanadské síly, které se pohybovaly mezi srbskými a chorvatskými silami. Vojín Scott LeBlanc, který byl přítomen v silách OSN, vzpomíná: "Začali jsme od Chorvatů téměř okamžitě dostávat palbu." Když Kanaďané začali budovat opevněné postavení, Chorvati na ně vypálili stovky dělostřeleckých granátů. Kanaďané úspěšně využili přestávky v ostřelování k opravě a posílení svých pozic.
Síly OSN převzaly kontrolu nad opuštěnými srbskými pozicemi, ale znovu se dostaly pod palbu chorvatských linií, přičemž útočníci používali rakety a protiletadlová děla. Jednotky OSN se pak zakopaly na svých pozicích a palbu zřejmě opětovaly. Když padla noc, Chorvati se pokusili o několik doprovodných manévrů, ale Kanaďané odpověděli palbou proti chorvatské pěchotě. Francouzi k potlačení chorvatských těžkých zbraní použili 20mm kanon. Když si chorvatský velitel Rahim Ademi uvědomil, že jeho síly nemohou své cíle dokončit, setkal se s kanadským velitelem a souhlasil s příměřím, kdy by se jeho jednotky stáhly do poledne následujícího dne.
Podle chorvatské verze událostí se Kanaďané začali pohybovat vpřed směrem k chorvatským pozicím, přičemž stále měli srbské jednotky přímo za zády. Chorvatská strana si tento kanadský krok vyložila jako nedokončení první fáze dohody, která mimo jiné zahrnovala demilitarizaci oblasti kolem pozic držených Srby. Současně srbské síly umístěné v týlu Kanaďanů ostřelovaly chorvatské pozice; přesto byl vydán rozkaz nezahájit palbu na UNPROFOR. Chorvatští vojáci dostali od brigádního generála Ademího rozkaz střílet pouze v sebeobraně a nepoužívat těžké zbraně a tanky. Jak padla noc, situace se stala nejasnou, protože srbské jednotky nemohly být jasně odlišeny od sil UNPROFOR, takže střelba byla vyměněna s nepřátelskou stranou jako prostředek odstrašení pro jakýkoli druh útoku na chorvatské pozice. Následujícího rána brigádní generál Ademi tvrdil, že se rozzlobil, protože síly UNPROFOR chtěly vyprovokovat jeho muže, zaujmout nové pozice a umožnit tak Srbům vzít si zpět své staré pozice, takže povolil realizaci druhé fáze, která znamenala přechod jednotek UNPROFOR za chorvatské linie.
Když termín uplynul, kanadské síly se pokusily překročit chorvatské linie, ale byly zastaveny na zaminovaném a dobře bráněném zátarasu. Calvin uspořádal improvizovanou mediální konferenci se zátarasem jako pozadím a řekl novinářům, že chorvatské síly mají zjevně co skrývat. Chorvatské vrchní velení, které si uvědomilo, že má na svědomí katastrofu v oblasti vztahů s veřejností, se rychle vrátilo ke svým liniím drženým k 9. září. Stažení bylo nakonec ověřeno jako dokončené 17. září v 18:00, čímž byla ofenzíva ukončena.
Postupující kanadské síly zjistily, že chorvatská armáda zničila téměř všechny srbské budovy a srovnala je se zemí. V hořících ruinách našli 16 zohavených mrtvol. Kanaďané očekávali, že najdou mnoho přeživších skrývajících se v lesích, ale žádný Srb nebyl nalezen živý. Oblast byla poseta gumovými chirurgickými rukavicemi, což Calvina vedlo k závěru, že došlo k úklidové operaci. Vyšetřování OSN však naznačuje, že tyto rukavice mohly být také běžnými preventivními opatřeními Chorvatů, aby se vypořádali s legitimními mrtvými a zraněnými. Fotografie kanadského personálu také ukazují, že používají chirurgické rukavice. Vše bylo zaznamenáno a předáno Mezinárodnímu trestnímu tribunálu pro bývalou Jugoslávii (ICTY). ICTY obvinil Ademího v roce 2001 a obvinil ho ze zločinů proti lidskosti, ale nakonec byl zproštěn viny.
27. dubna 1998 Calvin oznámil, že „Chorvati hlásili, že 27 jejich vojáků bylo zabito nebo zraněno během přestřelek s [jeho] bojovou skupinou během 14 dnů [sic] v Medaku“. Stejná zpráva uvádí, že při počáteční dělostřelecké palbě byli zraněni čtyři Kanaďané, sedm francouzských vojáků bylo zraněno nášlapnými minami, tři francouzské transportéry a bagr ztraceny kvůli nášlapným minám, jeden Kanaďan zabit a další dva zraněni při srážce jejich džípu se srbským nákladním autem. Calvinova zpráva neidentifikuje chorvatskou zprávu o obětech ani její zdroj. Různé kanadské zdroje (Ottawa Citizen, Tested Mettle, Chances for Peace) hovoří o 27–30 chorvatských vojácích zabitých při zjevném střetu s kanadskými mírovými silami. Zdrojem tohoto čísla jsou zřejmě nějaké informace zveřejněné chorvatskou rozhlasovou televizí a také jím odvysílané videozáznamy. Autor Miroslav Međimorec ve své studii „Lidské ztráty v operaci medacká kapsa“ tvrdí, že prohledal celý archiv Chorvatské rozhlasové televize, ale nedokázal najít údajné záběry ani žádný zdroj tohoto čísla. Považuje také za možné, že záběry již neexistují. I když byla operace považována za úspěšnou, kvůli vznikající somálské aféře, nebyl střet v té době příliš medializován. Kanaďané vycvičení k jednání s cizím obyvatelstvem a úřady musí jednat s konfliktními stranami jako ne-nepřátelský účastník s vědomím a opatrností, že se jedna strana stane nepřítelem. Kanaďané se také učí, jak se vypořádat s porušováním lidských práv, zejména s těmi, kterým muselo čelit mnoho Kanaďanů v medacké kapse, kde došlo k válečným zločinům. Především mají pokročilé znalosti práva a dovednosti pro ozbrojené konflikty. Kanadští vojáci ukázali svou schopnost okamžitě ustoupit, když chorvatské síly přestaly střílet a Kanaďané se vrátili ke své roli nestranných mírových sil.
Francouzský generálporučík Jean Cot, který měl na operaci starosti a Calvinův nadřízený důstojník, řekl:
"Byla to nejdůležitější silová operace, kterou OSN v bývalé Jugoslávii provedla...I když jsme nemohli zabránit vyvražďování Srbů Chorvaty, včetně starých lidí a dětí, dostali jsme zpět na startovní čáru dobře vybavený chorvatský prapor o síle několika tisíc mužů. Kanaďanům a Francouzům se společně podařilo prolomit chorvatské linie a se zamčenými, nabitými a připravenými zbraněmi střílet v případě potřeby. Obklíčili a odzbrojili osmnáctičlenné komando chorvatských speciálních sil, které v noci proniklo na jejich místo. Udělali vše, co jsem od nich očekával, a ukázali, co skuteční vojáci dokážou.“
 Francouzský generálporučík UNPROFOR Jean Cot
Skupina, kterou UNPROFOR odzbrojil, byli členové chorvatské speciální policie, kteří skončili v demilitarizované zóně a byli odzbrojeni se zbraní v ruce. Nejprve odmítli zbraně vydat, ale poté, co dostali rádiový rozkaz od svého velitele Mladena Markače, žádosti vyhověli. Poté byli eskortováni z demilitarizované zóny a předáni chorvatským úřadům. Jejich zbraně byly následně doručeny kanadským důstojníkem, který je před nimi demonstrativně hodil do bláta a beze slova odešel pryč. Bylo také zaznamenáno několik případů, kdy Kanaďané vstoupili 1,5–2 kilometry příliš hluboko za dohodnuté linie a svými vozidly rozdrtili chorvatské silniční překážky. Poté, co UNPROFOR převzal kontrolu nad demilitarizovanou zónou, povolili Kanaďané vpády srbských vojáků do demilitarizované zóny a srbské útoky na chorvatské vojáky odtud měly za následek zranění jednoho chorvatského vojáka. Takové chování Calvinových mužů mělo v následujících dnech za následek zvýšenou diplomatickou aktivitu, aby uklidnila napjatou situaci na poli. Na jednom takovém setkání generál Bobetko také zmínil další chorvatské frustrace z mírových operací UNPROFOR před ofenzívou v medacké kapse:
„...přesně jste věděli, že srbské dělostřelectvo u Svetiho Roku, umístěné hned za pozicemi UNPROFOR, do našich pozic neustále buší. Nemohli jsme se k té palbě vrátit, protože bychom vás pak museli zasáhnout. Osobně jsem vás třikrát nebo čtyřikrát upozornil, že pokud to bude pokračovat, nebudeme mít jinou možnost, než zahájit palbu. Byl jste proto varován, ale neudělal jste nic...“
Generál Janko Bobetko generálovi Jeanu Cotovi

## Vyšetřování válečných zločinů
OSN okamžitě zahájila vyšetřování událostí v Medaku. Úkol byl ztížen systematickým ničením, které provedli ustupující Chorvati. Síly OSN zjistily, že (slovy oficiální kanadské studie o incidentu) „každá budova v medacké kapse byla srovnána se zemí“, celkem v jedenácti vesnicích a osadách. Jednotky UNPROFOR nalezly 18 těl v kapse bezprostředně po operaci. Chorvatské úřady předaly dalších 64 těl, o kterých tvrdily, že je našly v medacké kapse a které byly předány srbským úřadům. Vyšetřování tvrdilo, že jedním z faktorů, které komplikovaly určení vojenského stavu, bylo to, že mnoho civilistů nosilo vojenské oblečení a mnoho místních vojáků oblečení civilní. Chorvaté tvrdili, že při útoku byly zabity dvě starší ženy. Řekli, že jedna byla zabita při provozu protiletadlové baterie a další se odpálila pomocí granátu, aby se vyhnula dopadení. OSN tato tvrzení ve své zprávě v roce 1994 odmítla. nicméně několik očitých svědků během soudu Norac-Ademi v roce 2006 podrobně popsalo, jak k incidentu s granátem došlo.
Vyšetřovatelé Mezinárodního trestního tribunálu pro bývalou Jugoslávii (ICTY) zjistili, že nejméně 100 Srbů bylo nezákonně zabito a mnoho dalších utrpělo vážná zranění; mnoho z obětí byly ženy a starší lidé. Bylo identifikováno 29 popravených srbských civilistů a také pět srbských vojáků, kteří byli zajati nebo zraněni. Předpokládá se, že bylo zabito více lidí, ale těla byla Chorvaty údajně odstraněna nebo zničena. Kromě toho byl majetek ve vlastnictví Srbů systematicky drancován a ničen, aby se oblast stala neobyvatelnou. Osobní věci, domácí potřeby, nábytek, bytové předměty, hospodářská zvířata, zemědělské stroje a další vybavení byly vydrancovány nebo zničeny a studny byly znečištěny tak, že byly nepoužitelné. Docházelo k systematickému žhářství. Lidé byli masakrováni a mučeni nebo upalováni v budovách či naházeni ve studnách, které byly zatíženy kameny, aby se oběti nemohly dostat ven. Podobný osud zastihl hospodářská zvířata, která uhořela ve stodolách či skončila postřílena na loukách. Podle odhadů bylo vypáleno nebo vyhozeno do povětří 164 domů a 148 stodol a hospodářských budov. Podle několika očitých svědků v procesu Norac-Ademi byla jedna žena nabodnuta na kůl. K velké části ničení mělo dojít během 48 hodin mezi podepsáním příměří a dokončením stažení. Se zemí byly srovnány vesnice Divoselo, Čitluk a Počitělj.
Americké ministerstvo zahraničí tvrdilo, že chorvatské síly zničily 11 srbských vesnic a zabily nejméně 67 jednotlivců, včetně civilistů.
Několik členů chorvatské armády bylo následně obviněno z válečných zločinů. Nejvýše postaveným obžalovaným byl generál Janko Bobetko. V roce 2001 byl ICTY obžalován z válečných zločinů, ale zemřel dříve, než byl případ soudem projednán, a v důsledku toho byl proces zrušen.
Širší oblast byla pod jurisdikcí vojenského okruhu Gospić, kterému v té době velel brigádní generál Rahim Ademi. Byl také obžalován ICTY a předveden k soudu v roce 2001. V roce 2004 byl také obžalován a převezen do Haagu generál Mirko Norac – který si již v Chorvatsku odpykával 12letý trest odnětí svobody za svou roli v masakru v Gospići. Tyto dva případy byly spojeny v červenci 2004 a v listopadu 2005 tribunál souhlasil s žádostí chorvatské vlády o předání případu zpět do Chorvatska k chorvatskému soudu.
Proces s Mirkem Noracem a Rahimem Ademim začal u záhřebského okresního soudu v červnu 2007 a vyústil ve verdikt prvního stupně v květnu 2008, v němž byl Norac shledán vinným a odsouzen na sedm let za to, že nezastavil své vojáky zabíjející Srby (28 civilistů a 5 vězňů), zatímco Ademi byl zproštěn obžaloby s odůvodněním, že paralelní řetězec velení řídil Domazet Lošo. Odvolání se dostalo k Nejvyššímu soudu Chorvatska, který vynesl svůj verdikt v listopadu 2009, potvrdil předchozí verdikt, ale Noracův trest o rok zmírnil. Poslední odvolání byla zamítnuta v březnu 2010. Proces byl pro žalobce ICTY sledován kanceláří OBSE v Záhřebu.
Bývalí příslušníci chorvatské 9. gardové brigády Velibor Šolaja a Josip Krmpotić byli rovněž shledáni vinnými z válečných zločinů v medacké kapse. Šolaja byl odsouzen na pět let vězení za vraždu civilistů, zatímco Krmpotić byl shledán vinným ze žhářství a ničení srbských domů v okolí Gospiće, za což dostal tříletý trest vězení. Soud s Josipem Mršićem stále probíhá, i když již v roce 2014 připouští zabití staré civilistky.

## Následky
Po ofenzivě byla většina vesnic v oblasti zničena a vylidněna. I dnes je oblast stále z velké části opuštěná, ačkoli někteří Srbové se do ní od té doby vrátili. Oblast zůstala ve skutečnosti neutrální zemí mezi válčícími stranami až do konce války a byla dobyta zpět chorvatskou armádou 4. srpna 1995 během operace Bouře, která skončila porážkou samozvané Republiky srbská Krajina.
Ofenzíva také odhalila vážné slabiny ve velení, kontrole a komunikaci chorvatské armády, což byl také problém během operace Maslenica na začátku roku.
Operace způsobila vážné politické potíže chorvatské vládě, která byla za své akce v Medaku těžce kritizována v zahraničí. Dobře propagovaná obvinění z válečných zločinů spolu s muslimsko-chorvatským krveprolitím v Bosně vedly k vážnému poškození obrazu Chorvatska; v mnoha zemích v zahraničí se na zemi pohlíželo jako na to, že se z oběti stal agresor.
Válečné zločiny spáchané během operace také poškodily důvěryhodnost sil UNPROFOR, protože jejich síly jim nedokázaly zabránit, přestože byly v té době v blízkosti. Připustil to generální tajemník OSN Butrus Butrus-Ghálí:
"Zničení tří vesnic v medacké kapse dne 9. září 1993 Chorvaty, navzdory rázným akcím, které podnikl UNPROFOR k zajištění stažení chorvatských sil, dále zvýšilo nedůvěru Srbů vůči UNPROFORu a vedlo k opětovnému potvrzení jejich odmítnutí. Toto odmítnutí odzbrojit, jak to vyžaduje mírový plán Organizace spojených národů, brání UNPROFORu v realizaci dalších základních prvků plánu, zejména usnadnění návratu uprchlíků a vysídlených osob do míst jejich původu v bezpečných podmínkách."

Bojová skupina 2. praporu PPCLI (Princess Patricia's Canadian Light Infantry) byla později oceněna vyznamenáním vrchního velitele jednotky za své akce v medacké kapse, první kanadská jednotka, která kdy to vyznamenání získala.